# Eric the Red
Eric the Red è il secondo album discografico della band faroese Týr. Uscito per la prima volta il 27 giugno 2003, visto il cambio di compagnia discografica da parte della band, è stato ristampato il 24 marzo 2006, dalla Napalm Records, presentando così una nuova copertina e due tracce bonus.

## Tracce
1. The Edge – 7:44
2. Regin Smiður – 6:08
3. Dreams – 5:32
4. The Wild Rover – 4:12
5. Stýrisvølurin – 6:57
6. Ólavur Riddararós – 4:36
7. Rainbow Warrior – 5:28
8. Ramund Hin Unge – 4:31
9. Alive – 7:24
10. Eric the Red – 7:42
11. God of War * – 6:23
12. Hail to the Hammer * – 3:49

* Traccia bonus della ristampa